# ایده، کیوتو
ایده، کیوتو (به لاتین: Ide, Kyoto) یک منطقهٔ مسکونی در ژاپن است که در استان کیوتو واقع شده‌است. ایده  ۸٬۷۵۳ نفر جمعیت دارد.